# El Colón, Veracruz
El Colón är en ort i Mexiko.   Den ligger i kommunen Zozocolco de Hidalgo och delstaten Veracruz, i den sydöstra delen av landet, 180 km öster om huvudstaden Mexico City. El Colón ligger 152 meter över havet och antalet invånare är 346.
Terrängen runt El Colón är huvudsakligen kuperad, men åt nordost är den platt. Runt El Colón är det ganska tätbefolkat, med 207 invånare per kvadratkilometer. Närmaste större samhälle är Olintla, 13,5 km väster om El Colón. I omgivningarna runt El Colón växer i huvudsak städsegrön lövskog.